# 鄧肯 (愛荷華州)
鄧肯（英語：Duncan）是位於美國愛荷華州漢考克縣的一個人口普查指定地區。

## 人口
根據2010年美國人口普查的數據，鄧肯的面積為2.05平方千米，當中陸地面積為2.03平方千米，而水域面積為0.02平方千米。當地共有人口131人，而人口密度為每平方千米63.9人。